# François Barbeau
Pour les articles homonymes, voir Barbeau.
 (mai 2017).
Si vous disposez d'ouvrages ou d'articles de référence ou si vous connaissez des sites web de qualité traitant du thème abordé ici, merci de compléter l'article en donnant les références utiles à sa vérifiabilité et en les liant à la section « Notes et références ».
François Barbeau, né à Montréal au Canada le 27 juillet 1935, est un homme de théâtre et costumier de cinéma québécois. Il est décédé dans son sommeil dans la nuit du 27 au 28 janvier 2016.

## Biographie
François Barbeau étudie le dessin au Collège Sir Georges Williams, puis la Coupe et la Couture chez Cotnoir Caponi. Premier contact avec le théâtre: il travaille pendant cinq ans pour le service des parcs de la Ville de Montréal avec la Roulotte, dont Paul Buissonneau est l'animateur, et où il signe les costumes de plusieurs productions dont Pierre et le Loup, Le Soldat et le Briquet, Barbe bleue, Orion, le tueur. Il devient ensuite l'assistant de Robert Prévost et fait son entrée au Théâtre du Rideau vert. Entre 1956 et 1961, il travaille aux ateliers du Théâtre de Quat'Sous où il crée les costumes d'une trentaine de pièces dont Mademoiselle Jaire de Ghelderode, mise en scène par Jean Richard. En 1961, le Conseil des Arts du Canada lui décerne une bourse avec laquelle il effectue un voyage d'études d'un an en France, en Italie et en Angleterre. De retour à Montréal, il travaille pour différentes troupes de la métropole et devient le concepteur de costumes attitré du Théâtre du Rideau Vert. En 1962, il est nommé professeur à l'École nationale de théâtre où il occupera, à partir de septembre 1971, le poste de directeur de la section scénographie. La même année, il crée les costumes du film Kamouraska, réalisé par Claude Jutra; ce film lui vaudra l'Emmy Award du meilleur directeur artistique. Le film de Gordon Sheppard Eliza's Horoscope lui vaudra un second Emmy Award, également pour la meilleure direction artistique.
Il travaille également avec la Batsheva Dance Company, une compagnie de danse contemporaine israélienne. En 1979, François Barbeau reçoit le prix Victor-Morin, décerné par la société Saint-Jean-Baptiste de Montréal. L'année suivante, il crée les costumes du film Atlantic City de Louis Malle et, quelques années plus tard, ceux du Tartuffe, réalisé et interprété par Gérard Depardieu d'après un spectacle monté par Jacques Lassalle pour le Théâtre national de Strasbourg (1984). François Barbeau avait déjà collaboré à un spectacle de Jacques Lassalle en signant les costumes de la pièce de Maxime Gorki Les Estivants, présentée pour la première fois à la Comédie-Française en mai 1983.
Selon Renée Noiseux-Gurik, « son œuvre (...) ne s'appuie pas seulement sur une parfaite connaissance des modes, de la coupe et de la création de personnages, mais aussi sur l'utilisation, voire la fabrication des tissus ».
Le fonds d'archives de François Barbeau est conservé au centre d'archives de Montréal de Bibliothèque et Archives nationales du Québec.

## Filmographie sélective
- 2012 : Laurence Anyways de Xavier Dolan
- 2015 : Autrui de Micheline Lanctôt

## Hommage
Sauf indication contraire ou complémentaire, les informations mentionnées dans cette section proviennent du générique de fin de l'œuvre audiovisuelle présentée ici.
Le film Juste la fin du monde de Xavier Dolan lui est dédié.

## Honneurs
- 1979 - Prix Victor-Morin
- 1996 - Prix des arts de la scène du Gouverneur général
- 1998 -  Membre de l'Ordre du Canada
- 2005 - Prix Jutra